# Малі ГЕС України
МГЕС України — гідроелектростанції в Україні із потужністю до 10 МВт Згідно з сучасною міжнародною класифікацією за нормативом ООН, до малих гідроелектростанцій (МГЕС) відносять гідроелектростанції потужністю від 1 до 30 МВт, до міні-ГЕС — від 100 до 1000 кВт, до мікро-ГЕС — не більше 100 кВт.

## Типи ГЕС
За використанням водних ресурсів і концентрації напорів, як стверджується в «Екологічній енциклопедії», ГЕС поділяють на руслові, пригреблеві, дериваційні, гідро-акумулюючі та припливні. За потужністю розрізняють потужні, середні і малі.
- Руслові ГЕС — це зазвичай низьконапірні станції, де напір води створюється безпосередньо за рахунок побудованої греблі, яка повністю перегороджує річку і піднімає рівень води на потрібну величину. Будівля ГЕС входить до складу греблі і безпосередньо приймає напір води. Інколи це єдина споруда, що здатна пропускати воду, оскільки в греблі не передбачені інші спеціальні водоспускні отвори чи шлюзи. Такі гідро-об'єкти будують на повноводних рівнинних річках та гірських річках, у місцях, де є вузьке русло з високими берегами.
- Пригреблеві ГЕС — високонапірна станція, в яких будівля ГЕС розміщена за греблею, в її нижній частині. Вода до турбін станції подається через спеціальні напірні лотки чи тунелі, а не безпосередньо як в руслових. Висота греблі в цьому випадку значно вища, ніж у руслових ГЕС, інколи це може бути і дві греблі. Обмежувальним чинником висоти греблі і водночас потужності таких ГЕС є площа затоплення і підтоплення навколишніх земель.
- Дериваційні ГЕС — станції, напір води для яких створюється за рахунок напірної чи безнапірної деривації. Під деривацією у гідротехніці розуміють сукупність гідротехнічних споруд, що відводять воду з річки, водосховища або іншої водойми і підводять її до відповідних гідротехнічних споруд. Розрізняють такі типи дериваційних споруд — безнапірні (канал, тунель, лоток) і напірні (трубопровід, напірний тунель). Напірний тип застосовується в тому разі, якщо є істотні (більше кількох метрів) сезонні або тимчасові коливання рівня води в місці її забору. Воду трубою, каналом чи лотком відводять від русла на певну відстань до споруди ГЕС, яка розміщена нижче за течією. Такі станції доцільно будувати у тих місцях, де великий похил річки. У випадку напірної деривації водовід прокладається під великим похилом, або ж будується гребля, яка створює водосховище — змішана деривація, бо використовує два способи створення необхідної концентрації води.
- Гідроакумулюючі ГЕС — здатні акумулювати вироблену ними надлишкову електроенергію в системі та генерувати її в періоди інтенсивнішого споживання.

## МГЕС України
З початку XX ст. в Україні були побудовані МГЕС на багатьох малих річках. На кінець 1940-х — першу половину 1950-х років чисельність малих гідроелектростанцій в Україні становила понад 950 із загальною встановленою потужністю 300 МВт (у 1970-ті — понад 1500 малих (і середніх; тобто усіх малих, які тоді не поділялись) ГЕС). Однак у зв'язку з розвитком централізованого електропостачання і тенденцією виробництва електроенергії на потужних ТЕС (ТЕЦ), ГЕС та АЕС, будівництво МГЕС в середині 60-х років минулого століття було майже повністю призупинено, а пізніше було припинено зовсім. Більшість існуючих малих ГЕС були згодом демонтовані, сотні з них зруйновані.

Явірська МГЕС

Виробництво електроенергії на малих гідроелектростанціях, попри дещо вищу, порівняно з великими ГЕС, собівартість електроенергії дозволяє економити значні обсяги паливноенергетичних ресурсів. Так, наприклад, Явірська ГЕС (на фото) з досить невеликою встановленою потужністю — близько 450 кВт, за рік дозволяє економити 800 тонн вугілля, яке спалила б теплова електростанція такої ж потужності. Крім того, малі ГЕС не тільки виробляють електроенергію, вони захищають прилеглі населені пункти від повеней, сприяють їх нормальному водопостачанню, розвитку рибного господарства. До переваг малої гідроенергетики також слід віднести:
- Виробництво майже без викидів CO2,
- Виробництво за необхідністю (пікова енергія),
- Насосно-турбінний режим: зберігання та відновлення надлишкової енергії на мережі,
- Енергія з необхідним регулюванням для забезпечення безпеки об᾽єднаної енергосистеми з метою здійснення контролю над ріками.

Тому зрозуміло, що мала гідроелектрогенерація набула широкого розвитку у багатьох розвинутих країнах як Європи та і світу — у Швейцарії відсоток виробництва електроенергії на малих ГЕС становить 8,3 %, в Іспанії — 2,8 %, у Швеції — майже 3 %, а в Австрії — 10 %. Ще більш вражаючих показників вдалося досягти Китаю, близько 18—20 % всієї електроенергії тут виробляють понад 80 тисяч малих ГЕС.
В Україні відновлення малої гідроелектрогенерації розпочалось лише на початку нового тисячоліття. Особливо сприяє даній тенденції впровадження в Україні «зеленого тарифу». Рентабельність генерації і досить швидка окупність проєктів (близько 5—7 років) зацікавила приватного інвестора. Станом на кінець 2011 року в Україні працює близько 70 малих гідроелектростанцій Загальною потужністю 72 (близько 100[прояснити]) МВт, які виробляють від 275 до 400 млн кВт·год електроенергії на рік.

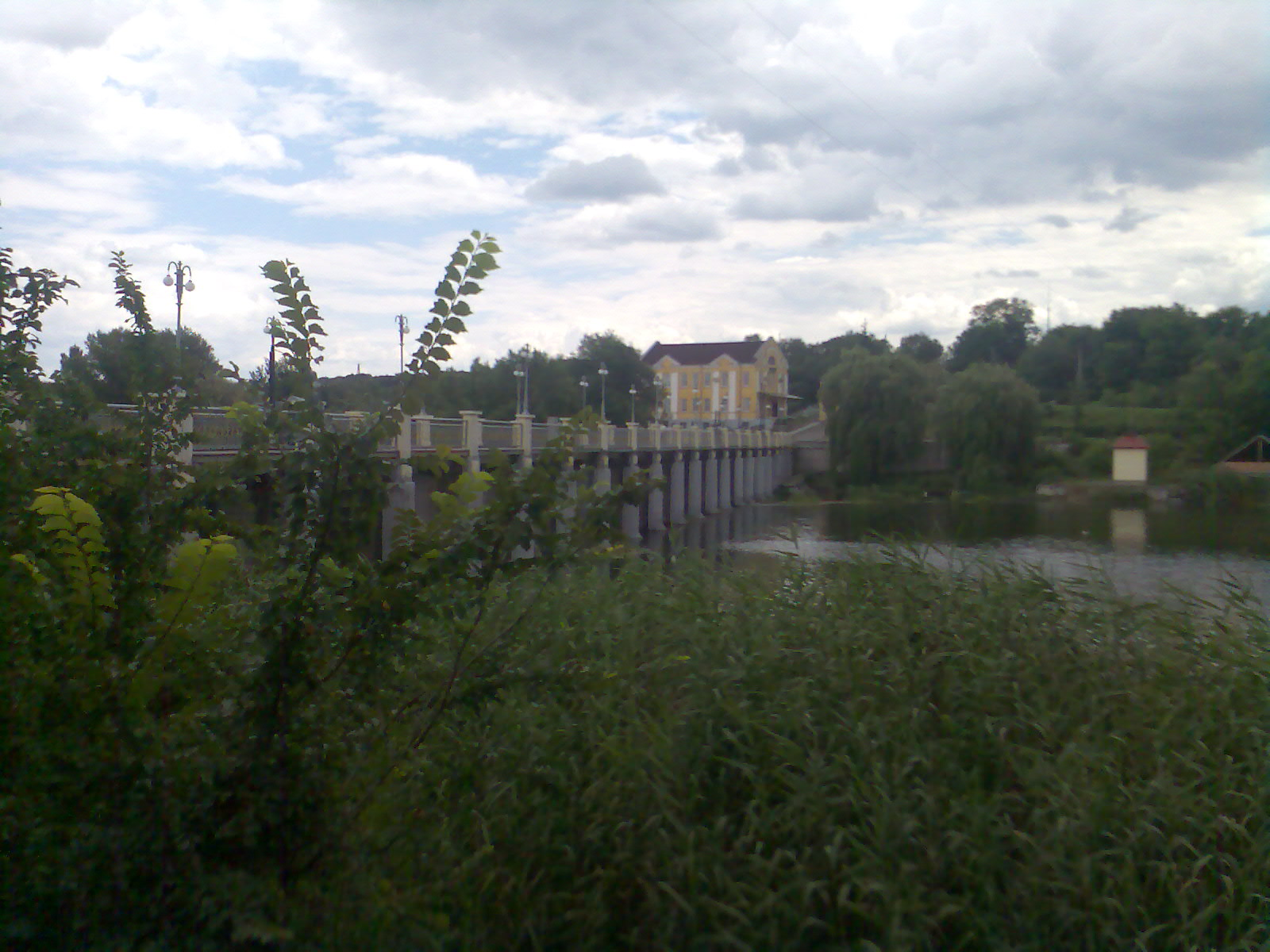
Корсунь-Шевченківська МГЕС

Більшість обладнання малих ГЕС, що не було демонтоване 70—90 рр. минулого століття, було встановлене до експлуатації більш ніж 60 років тому, технічний стан основного гідроагрегатного, гідротехнічного та електросилового устаткування характеризується повним або істотним спрацюванням і у більшості випадків потребує повної заміни. Відповідальним при будівництві або відновленні малої ГЕС є вибір обладнання. По суті, підбирати техніку потрібно індивідуально під кожну станцію, адже умови скрізь різні.
За 2009 рік в Україні введено в експлуатацію 2 малих ГЕС: Лоташовська МГЕС потужністю 315 кВт в Черкаській області та Яблунецька МГЕС потужністю 1000 кВт у Чернівецькій області (на межі з Івано-Франківською обл.). У 2010—2011 році розпочалось будівництво близько 10 малих ГЕС в Карпатському регіоні України. За даними асоціації «Укргідроенерго», при сприятливих інвестиційних умовах, в Україні є можливість отримати додатково близько 2000 МВт встановленої маневрової потужності на відроджених та знову-збудованих малих гідроелектростанціях.
Станом на 2012 рік в Україні діють близько 30 приватних компаній, що інвестують у відновлювальну енергетику. Найбільші з них: ЗЕА «Новосвіт», ТОВ «Енергоінвест» та інші. Інвестиції направлені були переважно у Вінницьку, Черкаську, Хмельницьку, Тернопільську та Житомирську області. На сьогодні тут розташовано 64 % загальної кількості станцій, тоді як технічний гідропотенціал малих річок в цих областях становить всього 14 % загального. Дуже перспективними є Закарпатська та Львівська області, Де зосереджено близько 70 % гідропотенціалу малих річок.

## Перелік малих ГЕС
| Діючі МГЕС України | Діючі МГЕС України                     | Діючі МГЕС України                  | Діючі МГЕС України                                                             | Діючі МГЕС України           | Діючі МГЕС України | Діючі МГЕС України    | Діючі МГЕС України                      |
| №                  | Назва                                  | Гідрографія (річка/ Басейн — річка) | Розташування                                                                   | Встановлена потужність (кВт) | Збудована          | Відновлена /Збудована | Власник/Орендар                         |
| ------------------ | -------------------------------------- | ----------------------------------- | ------------------------------------------------------------------------------ | ---------------------------- | ------------------ | --------------------- | --------------------------------------- |
| 1                  | Бардівська ГЕС                         | Прип'ять (Дніпро) — Уж              | Житомирська обл., Коростенський р-н, с. Барди                                  | 180                          |                    | 2011                  | ТОВ «Аква Вітта»                        |
| 2                  | Білинська ГЕС                          | Тиса (Дунай)                        | Закарпатська обл., Рахівський р-н, с. Білин                                    | 630                          |                    | 2006                  | ТОВ «Енергія Карпат»                    |
| 3                  | Білоусівська ГЕС                       | Південний Буг — Сільниця            | Вінницька обл., Тульчинський р-н, с. Білоусівка 2-а                            | 88                           | 1937               | 2010                  | ТОВ "Подільська енергетична компанія    |
| 4                  | Бобрівська ГЕС                         | Дніпро — Псел                       | Сумська обл., Лебединський р-н, с. Боброве,                                    | 190                          | 1955               | 2009                  | ТОВ «Енергоінвест»                      |
| 5                  | Богуславська ГЕС                       | Дніпро — Рось                       | Київська обл., м. Богуслав                                                     | 950                          | 1953               |                       | ТОВ «Енергія — 1»                       |
| 6                  | Боднарівська ГЕС                       | Дністер — Збруч                     | Хмельницька обл., Кам'янець-Подільський р-н, с. Боднарівка                     | 630                          | 1946               | 2000                  | ЗЕА «Новосвіт»                          |
| 7                  | Браїлівська ГЕС                        | Південний Буг — Рів                 | Вінницька обл., Жмеринський р-н, смт. Браїлів                                  | 262                          | 1926               | 2007                  | ТОВ «Подільська енергетична компанія»   |
| 8                  | Брацлавська ГЕС                        | Південний Буг                       | Вінницька обл., Немирівський р-н, смт. Брацлав                                 | 400                          | 1928               | 2002                  | АТ «Вінницяобленерго»                   |
| 9                  | Бучацька ГЕС                           | Дністер — Стрипа                    | Тернопільська обл., Бучач                                                      | 280                          | 1952               | 2003, 2009            |                                         |
| 10                 | Великозаліснянська ГЕС                 | Дністер — Смотрич                   | Хмельницька обл., Кам'янець-Подільський р-н, с. Великозалісся                  | 90                           |                    | 2013                  | ТОВ «Компанія Гідроенерго»              |
| 11                 | Великокужелівська ГЕС                  | Дністер — Ушиця                     | Хмельницька обл., Дунаєвецький р-н, с. Велика Кужелева                         | 270                          | 1953               | 2007                  | ЗЕА «Новосвіт»                          |
| 12                 | Гайворонська ГЕС                       | Південний Буг                       | Кіровоградська обл., м. Гайворон                                               | 6180                         | 1964               | 1999                  | ТОВ «Гідроенергоінвест»                 |
| 13                 | Гальжбіївська ГЕС                      | Дністер — Мурафа                    | Вінницька обл., Ямпільський р-н, с. Біла                                       | 250                          | 1958               | 2005                  | ТОВ «Енергоінвест»                      |
| 14                 | Глибочанська ГЕС                       | Південний Буг                       | Вінницька обл., Тростянецький р-н, Глибочок-Глибочанське                       | 6130                         | 1960               | 2008                  | АТ «Вінницяобленерго»                   |
| 15                 | Гордашівська ГЕС                       | Південний Буг — Гірський Тікич      | Черкаська обл., Тальнівський р-н, с. Гордашівка                                | 400                          | 1956               | 1998                  | ЗЕА «Новосвіт»                          |
| 16                 | Гутівська ГЕС                          | Південний Буг — Сільниця            | Вінницька обл., Тульчинський р-н, с. Гути                                      | 60                           | —                  | 2009                  | ТОВ «Подільська енергетична компанія»   |
| 17                 | Дибинецька ГЕС                         | Дніпро — Рось                       | Київська обл., Богуславський р-н, с. Дибинці                                   | 600                          | 1951               |                       | ТОВ «Енергія -1»                        |
| 18                 | Дмитренківська ГЕС                     | Південний Буг — Соб                 | Вінницька обл., Гайсинський р-н, Дмитренки                                     | 510                          | 1953               | 2003                  | АТ «Вінницяобленерго»                   |
| 19                 | Звенигородська ГЕС                     | Південний Буг — Гнилий Тікич        | Черкаська обл., м. Звенигородка                                                | 396                          | 1955               | 2006                  | ЗЕА «Новосвіт»                          |
| 20                 | Золотолипська ГЕС                      | Дністер — Золота Липа               | Івано-Франківська обл., Тлумацький р-н, с. Золота Липа                         | 300                          |                    | 2010 /2012            | ТОВ «Енергоінвест»                      |
| 21                 | Кам'янець-Подільська ГЕС               | Дністер — Смотрич                   | Хмельницька обл., Кам'янець-Подільський р-н, с. Кам'янець-Подільський          | 31                           | 1935               | 2004                  | ТОВ «ГК Енергоперспектива»              |
| 22                 | Кам'янобрідська ГЕС                    | Південний Буг — Гнилий Тікич        | Черкаська обл., Лисянський р-н, с. Кам'яний Брід                               | 165                          | 1951               | 2010                  | ТОВ «Подільська енергетична компанія»   |
| 23                 | Касперівська ГЕС                       | Дністер — Серет                     | Тернопільська обл., Заліщанський р-н, с. Касперівці                            | 7500                         | 1963               |                       | ТОВ «Енергія-1»                         |
| 24                 | Коржівська ГЕС                         | Прип'ять (Дніпро) — Случ            | Хмельницька обл., Старокостянтинівський р-н, с. Коржівка                       | 320                          | 1953               | 2004                  | ЗЕА «Новосвіт»                          |
| 25                 | Коропецька ГЕС                         | Дністер — Коропець                  | Тернопільська обл., Монастирський р-н, с. Велеснів                             | 350                          | 1958               | 2002                  | ЗЕА «Новосвіт»                          |
| 26                 | Корсунь-Шевченківська ГЕС              | Дніпро — Рось                       | Черкаська обл., м. Корсунь-Шевченківський                                      | 1600                         | 1934               | 2007                  | ЗЕА «Новосвіт»                          |
| 27                 | Корсунь-Шевченківська ГЕС-2 (міні-ГЕС) | Дніпро — Рось                       | Черкаська обл., м. Корсунь-Шевченківський                                      | 110                          |                    | 2006                  | ЗЕА «Новосвіт»                          |
| 28                 | Краснохутірська ГЕС                    | Південний Буг — Синюха              | Кіровоградська обл., Вільшанський р-н, с. Синюха                               | 3585                         | 1955               |                       | ПАТ «Кіровоградобленерго»               |
| 29                 | Краснянська ГЕС                        | Тиса (Дунай) — Тересва              | Закарпатська обл., Тячівський р-н, с. Красна                                   | 800                          | —                  | 2011                  | ПП «Укрелектробуд»                      |
| 30                 | Кривоколінська ГЕС                     | Південний Буг — Гірський Тікич      | Черкаська обл., Тальнівський р-н, с. Криві Коліна                              | 324                          | 1954               | 2012                  | ТОВ «Гідроресурс-К»                     |
| 31                 | Кунцівська ГЕС                         | Дніпро — Ворскла                    | Полтавська обл., Новосанжарський р-н, с. Кунцеве                               | 400                          | 1953               | 2007                  | ТОВ фірма «Енергостар»                  |
| 32                 | Ладижинська ГЕС                        | Південний Буг                       | Вінницька обл., м. Ладижин                                                     | 7500                         | 1964               | 2013                  | ПАТ «Західенерго»                       |
| 33                 | Лисянська ГЕС                          | Південний Буг — Гнилий Тікич        | Черкаська обл., смт. Лисянка                                                   | 200                          | 1953               | 2004                  | ТОВ «Гідроресурс-К»                     |
| 34                 | Лопатицька ГЕС                         | Прип'ять (Дніпро) — Уборть          | Житомирська обл., Олевський р-н, с. Лопатичі                                   | 160                          |                    | 2010                  | ТОВ «Український енергетичний розвиток» |
| 35                 | Лопухівська ГЕС                        | Тиса (Дунай) — Брустурянка          | Закарпатська область, Тячівський район, с. Лопухів                             | 999                          | 2016               |                       | ПП «Альтенер»                           |
| 36                 | Лоташівська ГЕС                        | Південний Буг — Гнилий Тікич        | Черкаська обл., Тальнівський р-н, с. Лоташеве                                  | 429                          | 1952               | 2006                  | ЗЕА «Новосвіт»                          |
| 37                 | Лугинська ГЕС                          | Прип'ять (Дніпро) — Жерів           | Житомирська обл., смт. Лугини                                                  | 125                          | —                  | 2011                  | ПП «Енерголісбуд-2008»                  |
| 38                 | Любарська ГЕС                          | Прип'ять (Дніпро) — Случ            | Житомирська обл., м. Любар                                                     | 200                          | 1950               | 2006                  | ТОВ «Райенерго»                         |
| 39                 | Мазурівська ГЕС                        | Дністер — Мурафа                    | Вінницька обл., Чернівецький р-н, с. Мазурівка                                 | 200                          | —                  | 2011                  | ТОВ «Гідроенергія-1»                    |
| 40                 | Ворожбянська ГЕС                       | Дніпро — Псел                       | Сумська обл., Лебединський р-н, с. Мала Ворожба                                | 400                          | 1959               |                       | ТОВ «ЄДИНИЙ ЕНЕРГОСТАНДАРТ»             |
| 41                 | Мартинківська ГЕС                      | Дністер — Збруч                     | Хмельницька обл., Городоцький р-н, с. Мартинківці                              | 300                          | 1962               | 2005                  | ТОВ «Мартинківська ГЕС»                 |
| 42                 | Миропільська ГЕС                       | Прип'ять (Дніпро) — Случ            | Житомирська обл., смт. Миропіль                                                | 500                          | 1957               |                       | ТОВ «Агропроменерго»                    |
| 43                 | Мислятинська ГЕС                       | Прип'ять (Дніпро) — Горинь          | Хмельницька обл., Ізяславський р-н, с. Мислятин                                | 640                          | 1963               | 2002                  | ПАТ «Альтен»                            |
| 44                 | Михайлівська ГЕС                       | Дніпро — Псел                       | Сумська обл., Лебединський р-н, с. Михайлівка                                  | 175                          | 1957               |                       | ТОВ «ЄДИНИЙ ЕНЕРГОСТАНДАРТ»             |
| 45                 | Млинищівська ГЕС                       | Тетерів (Дніпро) — Гуйва            | Житомирська обл., Житомирський р-н, с. Млинище                                 | 180                          | —                  | 2010                  | ПП «Агропром-енерго»                    |
| 46                 | Млинівська ГЕС                         | Прип'ять (Дніпро) — Іква            | Рівненська обл., смт. Млинів                                                   | 362                          | 1953               | 2010                  | ТОВ «Агропроменерго»                    |
| 47                 | Низівська ГЕС                          | Дніпро — Псел                       | Сумська обл., Сумський р-н, с-ще Низи                                          | 600                          | 1953               |                       | ТОВ «ЄДИНИЙ ЕНЕРГОСТАНДАРТ»             |
| 48                 | Новоархангельська ГЕС                  | Південний Буг — Синюха              | Кіровоградська обл., м. Новоархангельськ                                       | 1300                         | 1954               |                       | ПАТ «Кіровоградобленерго»               |
| 49                 | Новокостянтинівська ГЕС                | Південний Буг                       | Хмельницька обл., Летичівський р-н, с. Новокостянтинів                         | 525                          | 1953               | 2001                  | ЗЕА «Новосвіт»                          |
| 50                 | Новошицька ГЕС                         | Дністер — Бистриця Тисменицька      | Львівська область, Дрогобицький район, с. Новошичі                             | 180                          | 1950               | 2013                  | ТОВ «Акванова Інвестмент»               |
| 51                 | Оноківська ГЕС                         | Тиса (Дунай) — Уж                   | Закарпатська обл., Ужгородський р-н, с. Оноківці                               | 2650                         | 1937               |                       | ПАТ «Закарпаттяобленерго»               |
| 52                 | Опішнянська ГЕС                        | Дніпро — Ворскла                    | Полтавська обл., Зіньківський р-н, с. Міські Млини                             | 225                          | 1958               |                       | ТОВ фірма «Енергостар»                  |
| 53                 | Остап'євська ГЕС                       | Дніпро — Псел                       | Полтавська обл., Великобагачанський р-н, с. Запсілля                           | 218                          | 1957               |                       | ТОВ фірма «Енергостар»                  |
| 54                 | Пединківська ГЕС                       | Прип'ять (Дніпро) — Случ            | Житомирська обл., Любарський р-н, с. Пединки                                   | 600                          | 1959               |                       | ТОВ «Райенерго»                         |
| 55                 | Петрашівська ГЕС                       | Дністер — Мурафа                    | Вінницька обл., Ямпільський р-н, с. Петрашівка                                 | 192                          | 1958               | 2005                  | ТОВ «Енергоінвест»                      |
| 56                 | Повчанська ГЕС                         | Прип'ять (Дніпро) — Жерів           | Житомирська обл., Лугинський р-н, с. Повч                                      | 320                          | 1956               | 2011                  | ПП «Енерголісбуд-2008»                  |
| 57                 | Сабарівська ГЕС                        | Південний Буг                       | Вінницька обл., м. Вінниця (р-н Сабарів)                                       | 1050                         | 1924               |                       | ТОВ «Енергоінвест»                      |
| 58                 | Савранська ГЕС                         | Південний Буг                       | Одеська обл., смт. Саврань                                                     | 900                          | 1950               | 2014                  | ТОВ «Компанія Гідроенерго»              |
| 59                 | Сальківська ГЕС                        | Південний Буг                       | Кіровоградська обл., Гайворонський район, смт Салькове                         | 200                          |                    | 2019                  | ФОП Бойко Є. Л.                         |
| 60                 | Сандрацька ГЕС                         | Південний Буг                       | Вінницька обл., Хмільницький р-н, Хмільницька міська громада, с. Широка Гребля | 640                          | —                  | 2009                  | ЗЕА «Новосвіт»                          |
| 61                 | Саратська ГЕС                          | Прут (Дунай) — Сарата               | Чернівецька область, Путильський район, с. Сарата                              | 700                          | ?                  | ?                     | ЗЕА «Новосвіт»                          |
| 62                 | Сатанівська ГЕС                        | Дністер — Збруч                     | Хмельницька обл., смт. Сатанів                                                 | 315                          | 1933               | 2016                  | ТОВ «Сатанів Гідро»                     |
| 63                 | Седнівська ГЕС                         | Десна (Дніпро) — Снов               | Чернігівська обл., смт. Седнів                                                 | 262,5                        | 1954               | 1999                  | ТОВ «ЄДИНИЙ ЕНЕРГОСТАНДАРТ»             |
| 64                 | Скалопільська ГЕС                      | Дністер — Мурафа                    | Вінницька обл., Чернівецький р-н, с. Скалопіль                                 | 456                          | 1958               | 2002                  | АТ «Вінницяобленерго»                   |
| 65                 | Слобода-Бушанська ГЕС                  | Дністер — Мурафа                    | Вінницька обл., Ямпільський р-н, с. Слобода-Бушанська                          | 200                          |                    | 2010 /2012            | ТОВ «Енергоінвест»                      |
| 66                 | Снятинська ГЕС                         | Прут (Дунай)                        | Івано-Франківська обл., м. Снятин                                              | 800                          | 1959               | 2005                  | ТОВ «Енергоінвест»                      |
| 67                 | Стеблівська ГЕС                        | Дніпро — Рось                       | Черкаська обл., Корсунь-Шевченківський р-н, смт. Стеблів                       | 2850                         | 1951               | 2005                  | ЗЕА «Новосвіт»                          |
| 68                 | Сутиська ГЕС                           | Південний Буг                       | Вінницька обл., Тиврівський р-н, смт. Сутиски                                  | 1400                         | 1957               | 2007                  | ТОВ «Енергоінвест»                      |
| 69                 | Сухорабівська ГЕС                      | Дніпро — Псел                       | Полтавська обл., Решетилівський р-н, с. Сухорабівка                            | 330                          | 1957               | 2000                  | ТОВ фірма «Енергостар»:                 |
| 70                 | Тернівська ГЕС                         | Південний Буг — Синюха              | Кіровоградська обл., Новоархангельський р-н, с. Тернівка                       | 1950                         | 1957               | 1999                  | ПАТ «Кіровоградобленерго»               |
| 71                 | Троянівська ГЕС                        | Тетерів (Дніпро) — Гнилоп'ять       | Житомирська обл., Житомирський р-н, с. Троянів                                 | 150                          | —                  | 2011                  | ТОВ «Український енергетичний розвиток» |
| 72                 | Ужгородська ГЕС                        | Тиса (Дунай) — Уж                   | Закарпатська обл., м. Ужгород                                                  | 1900                         | 1937               |                       | ПАТ «Закарпаттяобленерго»               |
| 73                 | Хрінницька ГЕС                         | Прип'ять (Дніпро) — Стир            | Рівненська обл., Демидівський р-н, с. Хрінники                                 | 900                          | 1958               | 2002                  | ТОВ «Малий енергетичний комплекс»       |
| 74                 | Оскільська ГЕС                         | Сіверський Донець (Дон) — Оскіл     | Харківська обл., Ізюмський р-н, с. Оскіл                                       | 3680                         | 1958               |                       | КП «Компанія „Вода Донбасу“»            |
| 75                 | Чернятська ГЕС                         | Південний Буг                       | Вінницька обл., Бершадський р-н, с. Чернятка                                   | 1400                         | 1954               | 2004                  | АТ «Вінницяобленерго»                   |
| 76                 | Шишацька ГЕС                           | Дніпро — Псел                       | Полтавська обл., смт. Шишаки                                                   | 550                          | 1956               |                       | ПАТ «Полтаваобленерго»                  |
| 77                 | Щедрівська ГЕС                         | Південний Буг                       | Хмельницька обл., смт. Летичів                                                 | 640                          | 1958               | 2002                  | ЗЕА «Новосвіт»                          |
| 78                 | Яблуницька ГЕС                         | Прут (Дунай) — Білий Черемош        | Івано-Франківська обл., Верховинський р-н, с. Яблуниця                         | 1000                         | 1961               | 2007                  | ЗЕА «Новосвіт»                          |
| 79                 | Явірська ГЕС                           | Дністер — Стрий                     | Львівська обл., Турківський р-н, с. Явори                                      | 450                          | 1956               | 2008                  | ТОВ «Енергоінвест»                      |
| 80                 | Чортківська ГЕС                        | Дністер — Серет                     | Тернопільська обл., Чортківський р-н                                           | 250                          | 2019               |                       |                                         |

## Розвиток
Брустурянська гідроелектростанція — відкрито 22 листопада 2016 року на Тячівщині в Лопухові. Збудована групою компаній «РЕНЕР». На реалізацію проєкту пішло понад 5 років та 150 мільйонів гривень. Гідроелектростанція дериваційного типу і має потужність 1000 кВт.
Станом на кінець I півріччя 2018 року в Україні діють 138 МГЕС загальною потужністю 96 МВт. За I півріччя 2018 року було введено в експлуатацію 2 об'єкти малої гідроенергетики загальною потужністю 1 МВт. За 6 місяців 2018 року об'єктами малої гідроенергетики, яким видано «зелений» тариф, вироблено близько 139,1 млн кВт∙год.
У листопаді 2019 року стало відомо, що у смт Великий Бичків Закарпатської області планують відновити заморожене будівництво каскаду семи малих гідроелектростанцій на річці Шопурка. Усього на 13 кілометрах гірської притоки Тиси інвестори збираються побудувати 9 мініГЕС.